# Тенг, Тереза
Тереза Тенг (кит. трад. 鄧麗君, упр. 邓丽君, пиньинь Dèng Lìjún, палл. Дэн Лицзюнь, англ. Teresa Teng, Уэйд-Джайлз Teng Li-chun, яп. テレサ・テン; 29 января 1953 — 8 мая 1995) — одна из самых популярных азиатских поп-певиц, активный период творчества которой пришёлся на 1967—1995 годы.
В Китае и Японии её называли живой звездой 1980-х годов. До сегодняшнего дня диски с её песнями пользуются огромным спросом, а объём продаж уже приблизился к 50 млн экземпляров.
Песни Терезы Тенг оказали огромное влияние на весь азиатский регион и на его поп-культуру в целом, особенно на Японию и Китай (с его автономными районами), кроме того, в Гонконге и на Тайване Тереза была признана самой влиятельной фигурой в музыкальной истории.
На протяжении жизни Тереза Тенг болела астмой. Весть о её скоропостижной смерти в Таиланде от приступа астмы застала всех врасплох. Тенг умерла в возрасте 42 лет, не успев осуществить свою главную мечту — побывать на континентальной части Китая в родных местах своих родителей.

## Биография

### Ранние годы
Тереза Тенг родилась 29 января 1953 в деревне Тяньян волости Баочжун уезда Юньлинь провинции Тайвань Китайской республики. Её родители — выходцы с материковой части Китая, родились в деревне Дэнтай уезда Дамин провинции Хэбэй. В семье у неё было 4 старших брата и один младший. Отец её был военным Гоминьдана.
Имя Лиюнь (丽筠) она выбрала по совету своих друзей — любителей романа «再生缘», где одну из главных героинь звали Мэн Лиюнь (孟丽筠). В китайском языке иероглифы «юнь» (筠) и «цзюнь» (君) имеют разное произношение, но, несмотря на это, некоторые жители Китая могут по ошибке прочитать его как «цзюнь». Поэтому китайское имя Терезы впоследствии закрепилось именно как «Лицзюнь». Кроме того, с китайского языка имя «丽君» можно перевести как «Прекрасная госпожа»
Она получила образование в одной из тайваньских школ для девушек. После уроков она часто убегала в находящуюся поблизости военную часть, где пела для солдат, за что впоследствии получила прозвище «Любимица армии». Ещё в раннем детстве за свой талантливый голос она была удостоена нескольких наград, а свой первый серьёзный приз она получила, когда ей было 10 лет (1963 год) за исполнение песни «Visiting Yingtai» в опере хуанмэй на одном из мероприятий, организованных BCC. Так как отец после её рождения ушёл в отставку, то скоро за счёт своего пения она уже была вынуждена содержать семью.
В 1960-х годах на Тайване наблюдался явный подъём экономики, что сделало более доступной возможность покупки различных звукозаписей для большинства семей. Любовь к театру и музыке досталась Тенг и её братьям от матери, которая очень любила музыкальные драмы. Вскоре, после одобрения отца, она покинула среднюю школу, чтобы посвятить себя пению и заниматься музыкой профессионально. В 12 лет Тенг поступает в частную женскую музыкальную школу и снова после уроков принимает участие в музыкальных курсах, устроенных одной из тайваньских радиокомпаний.

В 1963—1964 годах Тенг, представляя школу, выиграла межрайонное соревнование по чтению вслух, а окончив школу с отличием, выступила на соревнованиях, на которых также стала чемпионом. В сентябре 1967 года в возрасте 14 лет Тереза Тенг записала свой первый альбом под названием «凤阳花鼓».
В 15 лет ей поступило приглашение от тайваньского телевидения принять участие в одном из популярных шоу с участием всех звёзд эстрады «群星会». Этот момент можно считать первым выступлением Тенг на телевидении. Через год Тенг снимается в своём первом фильме «Спасибо, директор», а также принимает участие в съёмках тайваньского сериала «晶晶», который вызывает большой восторг зрителей.

### Начало музыкальной карьеры
В 1970 году восемнадцатилетняя Тенг приезжает в Гонконг. С этого периода начинается её жизнь как профессиональной певицы. Вскоре она отправляется в тур по Юго-Восточной Азии, в ходе которого записывает много своих знаменитых песен и утверждается в списке музыкальных звёзд. В 1973 году она превращается в самую популярную звезду Гонконга. В это время японские звукозаписывающие компании начинают проявлять большой интерес к китайским певцам. В том же году Тенг принимается за изучение английского и снимается ещё в одном фильме «天下第一笑».
В 1974 году Тенг принимает решение продолжить свою карьеру в Японии, куда прилетает в марте. Тенг учит японский язык, изучает культуру и традиции Японии. Вскоре выходит её первый альбом в Японии «无论今宵或明宵», но из-за своеобразного стиля исполнения он не пользуется большим спросом и не приносит ожидаемых результатов. Вскоре она берётся за второй диск «Airport» «空港», где главная песня носит название самого альбома. Песня продаётся в количестве более 750 тыс. копий, меньше чем через месяц попадает в парад лучших 15 песен страны. За эту песню Тенг получает свою первую серьёзную награду в номинации «Лучший новый певец 1974 года». В Японии какое-то время жила вместе со своей матерью.
За последующие два года Тенг снова отправляется в путешествие по Азии, где, заключив договор с гонконгской звукозаписывающей компанией, записывает серию классических произведений «岛国之情歌第一集», а также начинает принимать участие в телевизионных шоу «Teresa Teng TV Series». Вскоре в Японии выходят несколько синглов «冬之恋情», «祈望», «今夜想起你» «你在我心中», за которые впоследствии она также получает немало наград «新宿音乐祭新人奖», «东京电视日报十大歌星奖», «银禧奖», по-прежнему входя в лучшие чарты страны. В это же время Тенг даёт первый сольный концерт, который приносит успех (все билеты были раскуплены за 2 дня), а в Гонконге учреждается первый официальный клуб её поклонников.
В последующие 5 лет (с 1976 по 1981) Тенг выступала с программами в гонконгском «Lee Theatre», снялась в пяти фильмах. В период с 1977 по 1981 год дала несколько концертов в Японии, подписала контракт с тайваньскими звукозаписывающими компаниями, выпустила несколько золотых и платиновых альбомов и снова отправилась в турне по странам Азии. За это время она получила множество наград, пустила значительные суммы от своих доходов на благотворительность. Стала первой китайской певицей, которая выступила на сцене Линкольн-центра.
Наивысшие достижения в карьере Тенг произошли в период 1980-х годов, когда она записала сразу несколько платиновых и золотых альбомов и получила самые значимые награды в области музыки на то время.
В октябре 1980 года Тенг вернулась на Тайвань и дала благотворительный концерт. Вскоре в Гонконге вышел её новый альбом «势不两立» с песней «忘记他», который почти сразу стал платиновым. В следующем году она записала более 80 песен на индонезийском языке. В июне Тенг снова выступила с благотворительным концертом на Тайване, где исполнила старую песню «When Will You Return», которая впоследствии вызвала большой резонанс в правительственных кругах не только Тайваня, но и КНР. В 1981 году Тенг снялась в рекламе для Yamaha, выпустила несколько новых альбомов, которые впоследствии тоже стали платиновыми «一封情书», «原乡情浓» и «在水一方», а также приняла участие в съёмках своего последнего фильма «看见你就笑».
В 1983 году Тенг выпустила два своих самых знаменитых альбома «淡淡幽情» и «漫步人生路», которые сразу же стали очень популярными. В этот же год она снова посетила США и дала в Лас-Вегасе ещё один грандиозный концерт. В мае по статистике IFPI объём продаж записей Тенг достиг 5 млн экземпляров. До 1984 года Тенг выпустила ещё несколько платиновых и золотых альбомов и отметила своё 15-летие в мире музыки концертом «Billion applause concert» (十亿个掌声), который она впоследствии назовёт одним из самых значимых событий в своей жизни. В 1984 году Тереза Тенг едет на обучение в Лондон, а по возвращении даёт поочерёдно два концерта в Сингапуре и Куала-Лумпур.
В феврале 1984 года Тенг решает продолжить свою карьеру в Японии. По приезде почти сразу записывает новый альбом «偿还», который вскоре становится платиновым, и за который она получает свою первую значимую награду Японии. Альбом попадает в «лучшую десятку» уже в апреле, а в августе занимает первое место во всех чартах страны, при этом его общий объём продаж составляет более 1,5 млн копий. Тенг добилась первого официального признания иностранной звезды в Японии. В тот же год она заслуживает звание «Десяти лучших молодых исполнителей Тайваня».
В январе 1985 впервые начинает контактировать с материковой частью Китая (КНР). В феврале выходит ещё одна её значимая песня «爱人», которая впоследствии снова получает одну из наивысших наград Японии. В апреле она даёт интервью японскому журналу Penthouse, впервые снимается в одном из японских спектаклей и принимает участие в нескольких телепередачах.
В 1986 году она выпускает самый знаменитый в своей жизни и во всем азиатском мире альбом «我只在乎你». Пользуясь огромной популярностью среди населения Японии и высоким уровнем продаж по всей Азии, он моментально становится платиновым, и Тенг вскоре также получает за него высшую музыкальную награду Японии. Также в этот год телевидение Хэбэя, откуда были родом её родители, первым из всех в КНР решается запустить одну из программ, посвящённых Тенг.
В эти годы песни Тенг быстрее всего распространялись в Японии, где она чаще всего выступала, потому как на Тайване и в Гонконге проживала гораздо более скромная аудитория слушателей, а континентальный Китай из-за определённых разногласий с правительством по-прежнему оставался для неё «недосягаем».
После 1987 года Тенг снова объезжает весь мир, а в Пекине выходит её сборник «225 лучших песен». Вскоре она сокращает количество своих выступлений и больше предстаёт публике на благотворительных концертах. В 1988 году Тенг снова получает приглашение посетить континентальный Китай и принять участие в новогоднем концерте, но и в этот раз её визиту было не суждено состоятся. В январе у неё выходит песня «恋人们的神话», а в конце года она снова получает награду от «японского кабельного радиовещания».
В 1989 году Тенг принимает участие в одном гонконгском шоу, открывая его песней «漫步人生路», и вскоре после окончания переезжает жить в Париж, где покупает квартиру и дом. Вскоре в прессе появляется информация о её скоропостижной кончине, которую она сразу же опровергает в одном из аэропортов города.
Она все больше отдаляется от широкой публики, выпуская в основном синглы. В 1990 году от болезни умирает отец Терезы.
Вскоре в Париже её начинают часто замечать в компании молодого французского фотографа Поля, слух о связи с которым она подтверждает только в 1991 году. Поль был младше Терезы на 16 лет.
После 1991 года Тереза Тенг полностью перестаёт давать частные концерты и посвящает себя в основном благотворительности. До 1992 года у неё выходят песни «香港», «泪的条件», «与悲伤共舞» и др. За это время она успевает дать множество благотворительных концертов и получить несколько незначительных наград.
Следующие 3 года Тенг больше времени проводит с Полем, с которым в 1994 вместе спела «梅花». Объехала места своей славы, где присоединялась к вечерним и телевизионным шоу. Выпустила несколько старых альбомов на японском языке и провела с родными новый год. В это время она больше выступала в совместных программах. В 1994 году отказалась от приглашения присоединиться к очередному японскому шоу, оставив возможность новичкам проявить свой талант, и поехала на Тайвань, где приняла участие в празднования 70-й годовщины сухопутных войск. В последние годы жизни Тереза отказалась от мяса и ела только овощи и рыбу.

### Болезнь и смерть
Всю свою жизнь Тенг страдала неизлечимым заболеванием. Ещё в юношеском возрасте врачи обнаружили у неё астму. Из-за сильной усталости от проводимых концертов, постоянного внимания публики и репортёров, а также после событий на площади Тяньаньмэнь переехала жить во Францию. В 1995 году она решила провести несколько дней в Таиланде, чтобы поправить своё здоровье. Город Чиангмай был известен своим хорошим климатом и благоприятной средой для выздоровления. В компании своего бойфренда она остановилась в одном из номеров на 15 этаже гостиницы.
8 мая 1995 года Тенг осталась в номере одна. Её французский спутник покинул отель и пошёл за покупками. В какой-то момент один из швейцаров услышал, что в её номере кто-то яростно бьётся и царапает в дверь. Когда он открыл дверь, он увидел задыхающуюся на полу Тенг, бьющуюся в обширном приступе астмы. Ей была немедленно оказана первая медицинская помощь, которая не принесла результатов. В кратчайшие минуты приехала скорая, которая забрала Тенг. Оказанная в момент перевозки помощь также не дала результатов. Пока её везли, она переживала один приступ за другим, ей становилось всё хуже и хуже. Когда Тенг была доставлена в больницу, её лицо посинело, зрачки были расширенными, а пульс остановился. Ей был сделан укол для поддержания сердечной деятельности и дефибрилляция. Врачи пытались вернуть её к жизни больше часа. В 17:30 по местному времени врачи констатировали её смерть.
Свидетели отмечали, что её визит в целом проходил очень плохо. В начале, возвращаясь с прогулок, она выглядела очень бледно, часто кашляла, жалуясь на простуду. В последние дни Тереза постоянно вызывала в номер врача и редко выходила сама. В конце концов на непредвиденный случай для неё даже было привезено специальное оборудование, которое впоследствии также не смогло остановить её приступ. Буквально за 3 дня до случившегося Тереза звонила домой своей матери, которая, как будто предчувствуя надвигающуюся беду, настоятельно рекомендовала ей уделить больше внимания своему здоровью.
Весть о смерти моментально облетела всю Азию, а вскоре и весь мир. 11 мая тело Тенг перевезли на родину в Тайвань. Вскоре было начато расследование о причинах столь скоропостижной смерти. Были опрошены персонал гостиницы, её близкие, а также очевидцы трагедии. В конце концов следствие установило, что Тенг умерла по пути в больницу от обширного приступа астмы. На тот момент ей было 42 года.

#### Версии смерти
- Основной версией смерти принято считать внезапно начавшийся у Тенг приступ астмы.
  - По одной из версий приступ мог возникнуть из-за ссоры с Полем. Когда Тенг была найдена в номере, у неё на щеке был обнаружен красный след, похожий на след от пощёчины. А так как внезапно вышедшего за покупками Поля на месте не оказалось, кроме того, лакей утверждал, что по его прибытии он, узнав о случившемся, отправился к себе в номер, откуда не выходил до самого вечера, другими была выдвинута версия о том, что именно Поль стал причиной возникновения её приступа[20].
  - По другой версии Тенг могла получить след от падения на пол во время самого приступа в номере гостиницы. Кроме того, по информации от её брата, который не находился в Таиланде в момент трагедии, Поль, сразу же после возвращения в отель получил информацию о происшествии и моментально выехал в больницу, где по приезде моментально потребовал от врачей оказать Терезе первую помощь[21].
- Кроме смерти от приступа астмы в прессе звучали и другие версии — такие, как убийство[22] китайскими или гоминьданскими спецслужбами (по одной из версий, Тереза собиралась дать концерт на площади Тяньаньмэнь), смерть от СПИДа[23] и др.

#### Похороны
Тереза Тенг была похоронена на кладбище на горе Цзиньбаошань в районе Цзиньшань на севере от Тайбэя. Более двухсот тысяч человек пришли отдать память певице. Её гроб был накрыт флагом Китайской Республики. Кроме родных певицы на похоронах присутствовал губернатор Тайваня, Министр обороны, мэр Тайбэя и другие высокопоставленные лица. Рядом с её могилой был построен небольшой сад, в котором была возведена статуя певицы в натуральную величину. Перед её мемориалом была установлена специальная клавиатура, при наступлении на клавиши которой играла музыка. Почти каждый год, чтобы почтить память певицы, фанаты Тенг устраивают разнообразные мероприятия, как на Тайване, так и в других местах.

### После смерти
В 1996 году Тенг посмертно получила одну из музыкальных наград Тайваня. В тот же год в Гонконге сгорела студия, где Тенг неоднократно записывала свои альбомы. Пожаром были уничтожены и её старые записи. С 1998 года выходят музыкальные представления по темам знаменитых песен Терезы Тенг. В 2003 году поклонники отметили 50-летие со дня рождения певицы. В 2005, в ознаменование 10-й годовщины со дня смерти, стартовал фонд под названием «Почувствуй Терезу». Через два года в честь очередной годовщины со дня смерти вышла драма «我的家在山的那边».

## Личная жизнь
В детстве Тенг мечтала стать медсестрой, но после того, как проявился её голос, эту мечту пришлось навсегда оставить. Во время карьеры у Тенг почти не было свободного времени. В Японии она занималась музыкой, учила язык и выступала при любой возможности по 6 дней в неделю. Объектом её негодования в большинстве случаев был менеджер. В жизни Тенг было четыре человека, свадьба с которыми планировалась в разное время. Первый погиб в автокатастрофе. Второй, молодой малайзийский бизнесмен, скоропостижно скончался от сердечного приступа, когда время свадьбы было уже назначено. Третьим был Джеки Чан. Из-за разногласий с матерью по поводу женитьбы, а также огромной разницей в характере, их браку не суждено было осуществиться (по словам самого Чана, он был «…простым неотёсанным парнем, который любил носить шорты и майку и не признавал никаких манер, а Тереза любила соблюдать этикет, элегантно одеваться и вести роскошный образ жизни. Мои шумные друзья часто не понимали её. Нам просто не суждено было быть вместе, но мы навсегда остались хорошими друзьями»). В последней попытке выйти замуж родители жениха поставили перед ней условия, по которому Тенг должна была бросить петь, на которое она пойти не смогла. Детей у Тенг не было.
Тенг больше всего любила проводить досуг в одиночестве, слушая музыку во время чаепития. Её самым любимым местом был Сингапур, который она неоднократно посещала со своими концертами. Своему любимому цветку телосме она посвятила одну из своих песен.

## Тенг в популярной культуре
В середине 1960-х поп-музыка, которая только начинала своё развитие, была очень популярной, и новые народные песни Терезы Тенг пришлись как нельзя кстати. Её медовый голос завораживал слух жителей Японии, Кореи, Китая, Малайзии, Индонезии, Вьетнама и других стран многие годы, а с каждым своим новым выступлением она собирала всё большую и большую аудиторию слушателей.{ Все билеты в кассах на её концерты раскупались за два дня. Её популярность росла каждый день, и вскоре она стала одной из самых любимых и узнаваемых певиц во всей Азии. В начале 1980-х большинство женских поп-исполнителей континентальной части Китая начинали свою карьеру с подражания песням Терезы. По утверждениям китайских культурологов, до настоящего времени в Азии не найдётся ни одной фигуры, которая смогла бы превысить по значимости и влиянию в культуре Терезу Тенг. После её смерти в Китае, на Тайване, появилась новая певица «Timi Zhuo», которая вскоре была названа «второй Терезой Тенг» из-за схожего голоса и стиля исполнения. Впоследствии многие музыкальные исполнители включали песни Терезы в свои альбомы, а некоторые композиции звучали в голливудских фильмах.
Терезе Тенг установлена скульптура в музее восковых фигур мадам Тюссо в Гонконге.
О Тенг было снято несколько фильмов, один из которых получил значимые награды не только на Тайване и Гонконге, но и на фестивале фильмов в Сиэтле.
Несмотря на то, что континентальный Китай почти запретил распространение песен Тенг, многие записи путём контрабанды все равно попадали слушателям КНР.
При её жизни в Китае ходила поговорка: «Дэн Сяопин управляет КНР днём, а Тереза Тенг ночью».

## Дискография
За всю свою карьеру Тереза Тенг спела больше тысячи песен на различных языках, таких как: севернокитайский, хокло, японский, английский, вьетнамский, французский, индонезийский, малайский и многих других.
До сих пор, её самыми узнаваемыми песнями в Азии остаются:
- «我只在乎你» — I Only Care About You — 时の流れに身をまかせ[32]
- «甜蜜蜜» — Sweet Honey
- «小城故事» — The Story of a Little Town
- «漫步人生路» — Slow Walk on Life’s Path
- «月亮代表我的心» — The Moon Represents My Heart
- «何日君再来» — When Will You Return[33]
- «爱人» — Sweet-heart — 愛人
- «泥娃娃» — Clay Doll
- «假如我是真的» — If I really
- «梅花» — Plum flowers
- «海韵» — Rhythm of the Sea
- «再见我的爱人» — グッド・バイ・マイ・ラブ
- «在水一方» — The Water Side
- «忘记他» — Forget Him
- «云河» — Cloud River
- «夜来香» — Telosma
- «几多愁» — How Much Sorrow

### Альбомы

#### Платиновые альбомы
1. 1976 — 今夜想起你
2. 1977 — 香港之夜
3. 1977 — 邓丽君怀念金曲
4. 1978 — 爱情更美丽
5. 1978 — 一封情书(台湾)
6. 1979 — 邓丽君金唱片
7. 1979 — 岛国情歌第二集
8. 1979 — 岛国情歌第四集
9. 1979 — 小城故事
10. 1979 — 甜蜜蜜(台湾)
11. 1980 — 岛国情歌第六集
12. 1980 — 邓丽君精选第一集
13. 1980 — 甜蜜蜜 (香港)
14. 1980 — 原乡情浓(台湾)
15. 1981 — 假如我是真的
16. 1981 — 在水一方
17. 1981 — 原乡情浓
18. 1981 — 势不两立
19. 1981 — 一封情书
20. 1981 — 邓丽君精选第一集
21. 1981 — 爱像一首歌
22. 1981 — 邓丽君福建名曲专辑
23. 1981 — 难忘的眼睛
24. 1982 — 香港演唱会现场录音
25. 1982 — 金曲精选三
26. 1982 — 岛国情歌第五集
27. 1983 — 漫步人生路
28. 1983 — 淡淡幽情
29. 1983 — 邓丽君十五周年
30. 1984 — 往事如昨
31. 1984 — 偿还

#### Золотые альбомы
1. 1977 — 丝丝小雨
2. 1978 — 精选
3. 1978 — 金曲精选二
4. 1978 — 岛国情歌第三集
5. 1979 — 一封情书
6. 1979 — 岛国情歌第五集
7. 1982 — 爱像一首歌
8. 1982 — 岛国情歌第七集
9. 1982 — 水上人
10. 1986 — 我只在乎你

## Фильмография
За свою карьеру Тереза Тенг снялась в нескольких кинолентах и телевизионных сериалах, а также озвучивала некоторые фильмы. Большинство из её работ пришлось на период с 1969 по 1981 год.
- 1969 — «谢谢总经理» — «Спасибо, директор»
- 1969 — «晶晶» — «Блестящие» (сериал)
- 1970 — «歌迷小姐» — «Поклонница»
- 1973 — «天下第一笑» — «Первая земная улыбка»
- 1976 — «海韵» — «Ритм моря» (озвучивание)
- 1977 — «春风» — «Весенний ветер»
- 1977 — «Tobe! Songokû» (телесериал)
- 1980 — «邓丽君成功故事» — «История успеха Терезы Тенг»
- 1980 — «原乡人» — «Человек с родных мест»
- 1981 — «看见你就笑» — «Смеюсь при виде тебя»

## Концерты
- 1976 — 邓丽君香港利舞台演唱会
- 1980 — 邓丽君国父纪念馆演唱会完整版
- 1981- 台北 concert 君在前
- 1982 — 邓丽君香港伊馆演唱会
- 1984 — «Миллиард аплодисментов» (十亿个掌声)
- 1985 — 日本演唱会
- 1989 — 日本出道十五周年星愿演唱会
- 1994 — Совместное выступление с Харуми Мияко

## Награды
За всю карьеру Тереза Тенг получила десятки разнообразных призов и наград, почти всегда занимая первые строчки в хит-парадах Японии и Тайваня. По версии журнала Тайм, в 1986 году Тенг вошла в номинацию «Семи величайших музыкальных женских звезд планеты», а также «10 самых популярных звезд планеты». Кроме неё ещё ни один азиатский исполнитель не получал эти две награды одновременно.
- 1974 — The best newcomer award[43] за «空港» — «Airport»
- 1984 — 17 Japan Cable Award[44] за «つぐない» — «偿还»[45]
- 1985 — 18 Japan Cable Award[46] за « 爱人»[47]
- 1986 — 19 Japan Cable Award[48] за «时の流れに身をまかせ» — 我只在乎你"[49] (эта песня является самой знаменитой во всей Азии, а также одной из визитных карточек Терезы Тенг. Объём продаж составил более 2 млн экземпляров.)[50]
- 1996 — Golden Melody Award — посмертно

## Критика
После выхода песни «Когда ты вернешься» «何日君再来», китайское правительство сразу окрестило её «феодально-колониальной», а также «с эротическим уклоном», после чего наложила запрет на её прослушивание и распространение. В то же время правительство Тайваня также запретило песню по причине того, что иероглиф 君 «ты» созвучен с другим иероглифом 军 «войско», обозначив её как призыв к приходу Народно-освободительной армии.
Во время событий на площади Тяньаньмэнь Тенг ярко поддерживала студентов, принимая участие в параде в Гонконге и других акциях протеста, что не могло не отразиться на отношении к ней китайских властей.
Однажды она сказала: «В тот день, когда я вернусь, Китай объединят три народных принципа».
Зная, что Тенг в юношеском возрасте часто пела для солдат китайской республики (за что впоследствии получила прозвище «любимица армии»), а её отец до рождения дочери занимал воинскую должность, власти КНР], сфабриковали письмо, в котором Тереза, якобы, общаясь со своими материковыми поклонниками, призывала их к продвижению демократии в стране, продвигая её как единственную, реально возможную власть, которая поможет гражданам обрести свободу, знание и достаток.

### Инцидент с паспортом
В 1979 с Тенг случился инцидент, связанный с оформленным ранее индонезийским паспортом. Причина покупки неизвестна. По одной из версий, ей могла стать тяжелая ситуация с оформлением Китайцев на Японской границе.
В феврале 26-летняя Тенг вернулась в Японию и была задержана и досмотрена японскими таможенниками по подозрению в использовании фальшивого индонезийского паспорта. Весть об этом моментально подхватили и разнесли японские СМИ. Спустя три недели японские власти выступили с официальным заявлением, что паспорт Тенг не являлся поддельным, а в нём лишь не были соблюдены некоторые формальности. Но, несмотря на это, на неё был наложен запрет на въезд в течение года и было предписано в скором порядке покинуть страну. Из-за того, что, въезжая в Японию, она нарушила законодательство сразу двух стран, Тенг не могла вернуться на Тайвань. Тенг поехала в США на один год. За время проведенное в Северной Америке, она дала концерт в Ванкувере, вышла на сцену в Нью-Йорке и Лос-Анджелесе. Организации и успеху выступлений во многом сопутствовала её хорошая дружба с Джеки Чаном.

## Тереза Тенг в филателии

Почтовая марка Кореи

Как при жизни Тенг, так и после её смерти марки и другие филателистические материалы с её изображением выпускались в Корее, Китае, Гренаде, Гонконге, Тайване и ряде других стран. Так, на почтовых блоках Китая была изображена почти вся её жизнь и творчество, размещённая по годам деятельности (в разных местах, ситуациях и нарядах). Существуют также и спекулятивные выпуски марок, посвящённые Терезе Тенг. Например, серии марок, посвящённых знаменитым мировым деятелям искусств, в число которых вошла и Тереза Тенг, эмитировались от имени «Республики Тува».
Лицо Тенг также было запечатлено на телефонных карточках Америки, Гонконга, Японии и Китая. До сих пор в Китае можно приобрести карточки спутниковой телефонии компании China SatCom с портретом певицы.

## Факты
- Терезу Тенг называли «Тайваньским шпионом», чья шпионская деятельность осуществлялась в местах и странах её пребывания. Один из примеров возникновения этого слуха:

В интервью тайваньским СМИ в 1990 году гоминьдановский генерал-майор сказал следующее: «Тереза Тенг в 1968 году во время того, как запрашивала разрешение на выезд за границу, была призвана (обозначена) гоминьдановскими властями как секретный агент, переносящий определённую информацию». Надо заметить, что в те годы, правительство Гоминьдана действительно насильно вербовало несовершеннолетних девушек, которые выезжали за рубеж.
Поэтому Материковый Китай, до окончания всех разбирательств, в 1992 году полностью отверг запрос Терезы на посещении страны. К сожалению, вся правда выяснилась только в 1995 году, через месяц после смерти певицы.
Из-за этого происшествия министр культуры Китая до сих пор сожалеет, ведь в 1992 году министерство культуры КНР и все поклонники замечательной певицы уже готовились к её визиту, как внезапно узнали новость о том, что Тереза получила отказ на посещение страны.
Спустя какое-то время, тайваньские власти заявили: «Тереза Тенг является шпионом Гоминьдана», что вполне очевидно являлось грязной, сфабрикованной инсинуацией, у которой была только одна цель, воспрепятствовать визиту прекрасного исполнителя на материковую часть Китая.

- В Китае есть как минимум три ресторана, которые носят имя певицы: в Ханчжоу[59], в Шанхае[60] и на Тайване. В последнем из них можно попробовать любимые блюда певицы, названные именами её лучших песен[61].

### Привычки и хобби
- Одной из любимых книг Терезы Тенг был роман Б. Пастернака «Доктор Живаго»[62].
- Идеалом её красоты были Си Ши из «Четырёх красавиц» и Линьдайюй из романа «Сон в красном тереме»[63].
- Одним из самых любимых занятий Тенг было разузнавание разных слухов, например о популярности её песен или о том, подходит ли возраст её поклонника ей самой[64].